# N’Guigmi
N’Guigmi – miasto w Nigrze, w regionie Diffa, w departamencie N’Guigmi. W 2013 liczyło 32 092 mieszkańców.